# C. William Gear
C. William Gear (Charles William „Bill“ Gear; * 1. Februar 1935 in London; † 15. März 2022 in Princeton, New Jersey) war ein US-amerikanischer Mathematiker, der sich mit Numerischer Mathematik und Informatik befasste.

## Werdegang
Gear studierte an der Universität Cambridge mit dem Bachelor-Abschluss 1957 und dem Master-Abschluss (M.A.) 1960 und an der University of Illinois at Urbana-Champaign mit dem Master-Abschluss (M.S.) 1957 und der Promotion bei Abraham H. Taub 1960 (Singular Shock Intersections in Plane Flow). 1960 bis 1962 war er Ingenieur bei IBM und 1962 bis 1990 Professor für Informatik an der University of Illinois at Urbana-Champaign, an der er 1985 bis 1990 Leiter der Fakultät war. 1992 bis 2000 war er Präsident des NEC Research Institute in Princeton.
1966 bis 1971 war er Berater am Argonne National Laboratory.
Gear befasste sich mit Numerischer Analysis, Computergraphik und Software-Entwicklung. Er ist bekannt für die Entwicklung des BDF-Verfahrens (ursprünglich von den Chemikern Charles Francis Curtiss und Joseph Oakland Hirschfelder 1952 eingeführt), ein Mehrschrittverfahren zur Lösung steifer Differentialgleichungssysteme. Erste Arbeiten dazu veröffentlichte er 1967.
Er befasste sich auch mit Anwendungen in nichtlinearen Systemen und Biologie (wie Chemotaxis von Bakterien) und forschte darüber nach seiner Emeritierung an der Princeton University.
Er war US-amerikanischer Staatsbürger. Gear war Fellow der American Academy of Arts and Sciences, der American Association for the Advancement of Science und der National Academy of Engineering. 1987 wurde er Ehrendoktor der Königlichen Technischen Hochschule in Stockholm.

## Schriften
- Computer Organization and Programming. McGraw Hill, 1969; 4. Auflage: 1985 (mit Schwerpunkt PC)
- Introduction to Computer Science. Science Research Associates, Chicago 1973
- Programming in Pascal. Science Research Associates, 1983
- Numerical Initial Value Problems in Ordinary Differential Equations. Prentice Hall, 1971
- Backward Differentiation Formulas. Scholarpedia